# أبو دشير
أبو دشير هي مقاطعة وحي سكني في جنوب غربي بغداد، وتقع قريبة من طريق إلى كربلاء. تأسست في عام 1980، اسمها وفق التسجيل العقاري مقاطعة أبو دشير، واسمها وفق البلدية حي زبيدة.

## تأسيسها
كانت المنطقة هوراً، تملكها السيدة زمزم خاتون بنت السيد علي أفندي نقيب أشراف بغداد، وجعلت المنطقة وقفاً لبعض أهلها، ثم قُسّمت الأرض قطعاً سكنية حديثة، فتأسس الحي في الثمانينات، بتخويل من الحكومة العراقية إلى شركة كويتية لبناء بعض المساكن وكل المدارس وأكساء الشوارع والمرافق الخدمية.

## سكانها
يبلغ عدد سكان مدينة أبو دشير 223,856 وهي منطقة شعبية تتألف من الشيعة و السنة والكرد والمسيح والصابئة. وسميت ابودشير نسبة للمالك الاصلي للارض (المزارع) الذي اسمه (أبو دشير).
أو كما يقال عنها مدينة أبو دش ير اين البهائم كانت تمر عبر هذه المنطقة فسميت أبو دشير